# Tabnit
Tabnit (fenici: 𐤕𐤁𐤍𐤕 tbnt) fou un rei fenici de Sidó del voltant del 490 ae. Era el pare del rei Eshmunazar II.
És conegut pel seu sarcòfag, decorat amb dues inscripcions diferents, una en jeroglífics egipcis i l'altra en alfabet fenici. Fou elaborat a la primeria del segle V ae; el desenterrà al 1887 Osman Hamdi Bey en la necròpoli d'Ayaa prop de Sidó juntament amb el sarcòfag d'Alexandre i altres sarcòfags relacionats. El cos de Tabnit es trobà surant perfectament conservat en el fluid de momificació. Tant el sarcòfag com l'esquelet descompost de Tabnit es troben ara al Museu Arqueològic d'Istanbul.
El sarcòfag, juntament amb el sarcòfag d'Eshmunazar II, serien adquirits pels sidonis després de la seua participació en la batalla de Pelúsion (525 ae), i serviren de model als sarcòfags fenicis posteriors.

## Datació
Es creu que tant el sarcòfag de Tabnit com el d'Eshmunazar II es remunten a la XXVI dinastia d'Egipte, amb capital a Sais. Això es deu en part per la semblança amb altres sarcòfags, com el d'Horkhebit de temps de Psamètic II de Saqqara, ara al Museu Metropolità d'Art de Nova York.